# Repubblica Sovietica del Mughan
La Repubblica Sovietica del Mughan fu un breve Stato succeduto alla Amministrazione territoriale del Mughan in seguito ad una rivolta bolscevica nel marzo del 1919. Il 23 giugno dello stesso anno fu invaso dalla Repubblica Democratica di Azerbaigian ed abolito.